# Kammarteatern
Svenska teaterklubben Kammarteatern grundades 1951 i Helsingfors och införde samma år en ny teaterform i Finland, den intima professionella teatern, som ursprungligen spelades i privathem och andra mindre lokaler. 
Kammarteatern har under årens lopp tagit initiativet till ett stort antal teaterföreställningar. Härvid har bland annat framförts inhemsk dramatik skriven för Kammarteatern, till exempel flera pjäser av V. V. Järner. Den har också introducerat den absurda teatern i Finland (Eugène Ionesco, Jacques Prévert och Harold Pinter). På senare tid har Kammarteatern allt mer satsat på att stimulera medlemmarnas teaterintresse genom bland annat programaftnar med diskussion och teaterresor både inom och utom landet. År 2001 firades 50-årsjubileet med en jubileumskavalkad på Svenska Teatern, sammanställd av Sven Sid. Kammarteatern har haft många kända styrelseordförande, de flesta från teatervärlden, bland dem Nanny Westerlund (1962–1974).